# Консулов, Анатолий Дмитриевич
Анато́лий Дми́триевич Ко́нсулов (1924—1986) — архитектор, художник. Заслуженный архитектор УССР (1976).

## Биография
Родился 31 октября 1924 года в Киеве. Переехал в Одессу, где окончил среднюю школу. В 1947 году окончил Московский архитектурный институт. Через год получил диплом во Львовском политехническом институте. Работал руководителем группы архитекторов львовского отделения института «Гипроград». С 1952 года — член СА СССР. В 1972 году стал доцентом кафедры проектирования мебели и интерьера в Львовском институте прикладного и декоративного искусства.
Скончался 29 января 1986 года в Москве. Похоронен во Львове на Лычаковском кладбище.

## Проекты
- Жилой дом на углу улиц Городецкой и Ярослава Мудрого (1952, соавтор Ярослав Назаркевич).
- Жилые микрорайоны во Львове, застроены жилыми домами по типовым проектам.
- Гостиница «Львов» на проспекте Черновола, 5 (1965, соавторы Павел Конт, Людмила Нивина).
- Жилой дом на нынешней площади Петрушевича (1965—1967).
- Гостиница «Днестр» на улице Матейко (1970—1982; соавторы Людмила Нивина, Ярослав Масло).
- Комплекс Западного научного центра АН Украины на улице Научной. (1960—1973; соавторы Олег Радомский, Борис Кузнецов).
- Памятник Ивану Федорову (1977, соавторы Валентин Борисенко, Валентин Подольский).
- Проект реконструкции фонтана на площади Мицкевича. Скульптор Евгений Дзиндра.
- Памятник бойцам Первой конной армии (Олеско) — Государственная премия УССР имени Т. Г. Шевченко (1978)
- Памятник Хотинским повстанцам 1919 года (Хотин)

## Семья
- жена — Муза Консулова
- дети — Наталья Консулова (архитектор),
- Татьяна Консулова (архитектор)